# Fiołek Kitaibela
Fiołek Kitaibela (Viola kitaibeliana Schultes) – gatunek rośliny należący do rodziny fiołkowatych. Występuje w stanie dzikim w Europie. W Polsce roślina rzadka, prawdopodobnie występuje tylko w południowej części kraju jako gatunek zawlekany.

## Morfologia

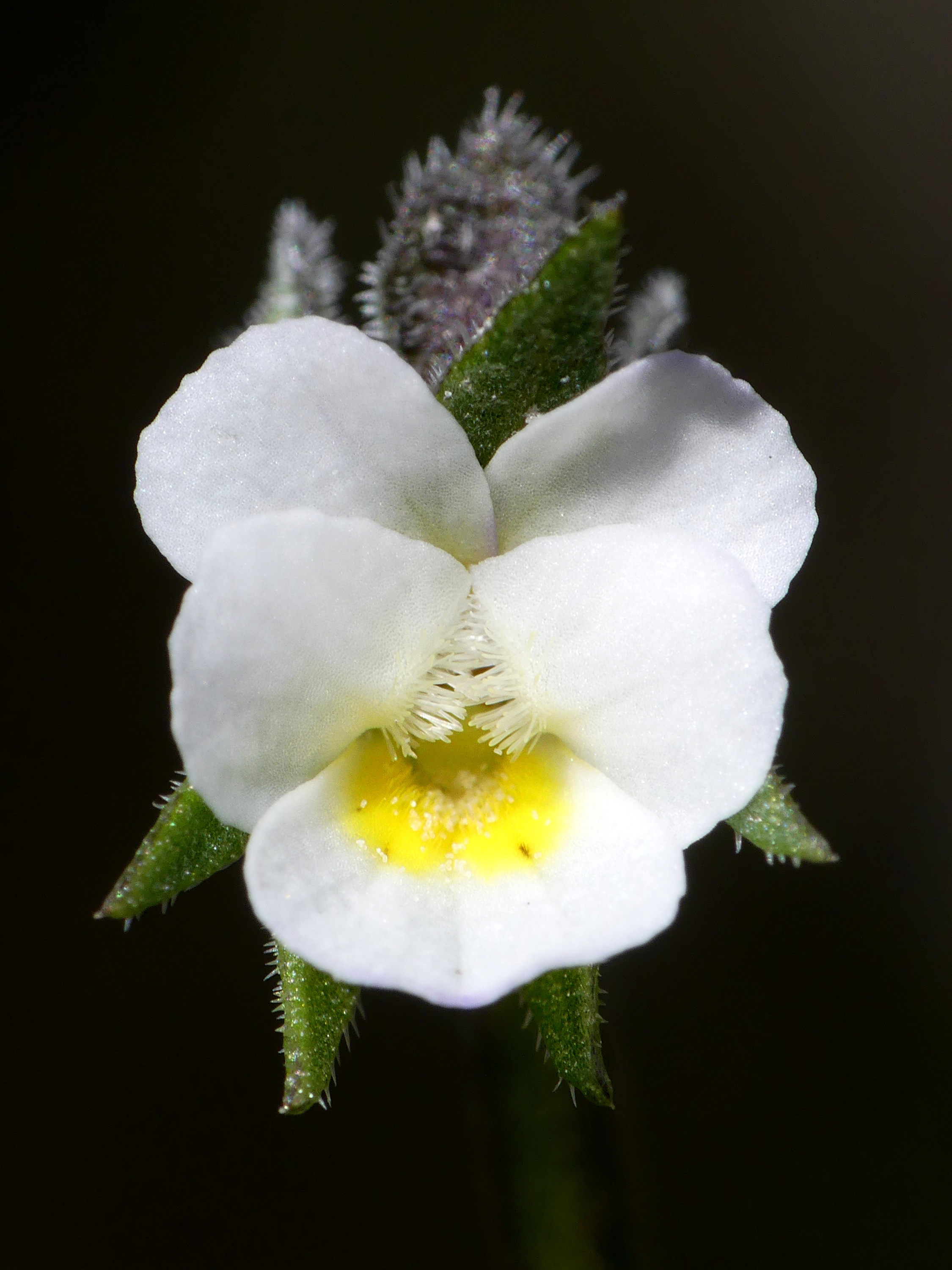
Kwiat

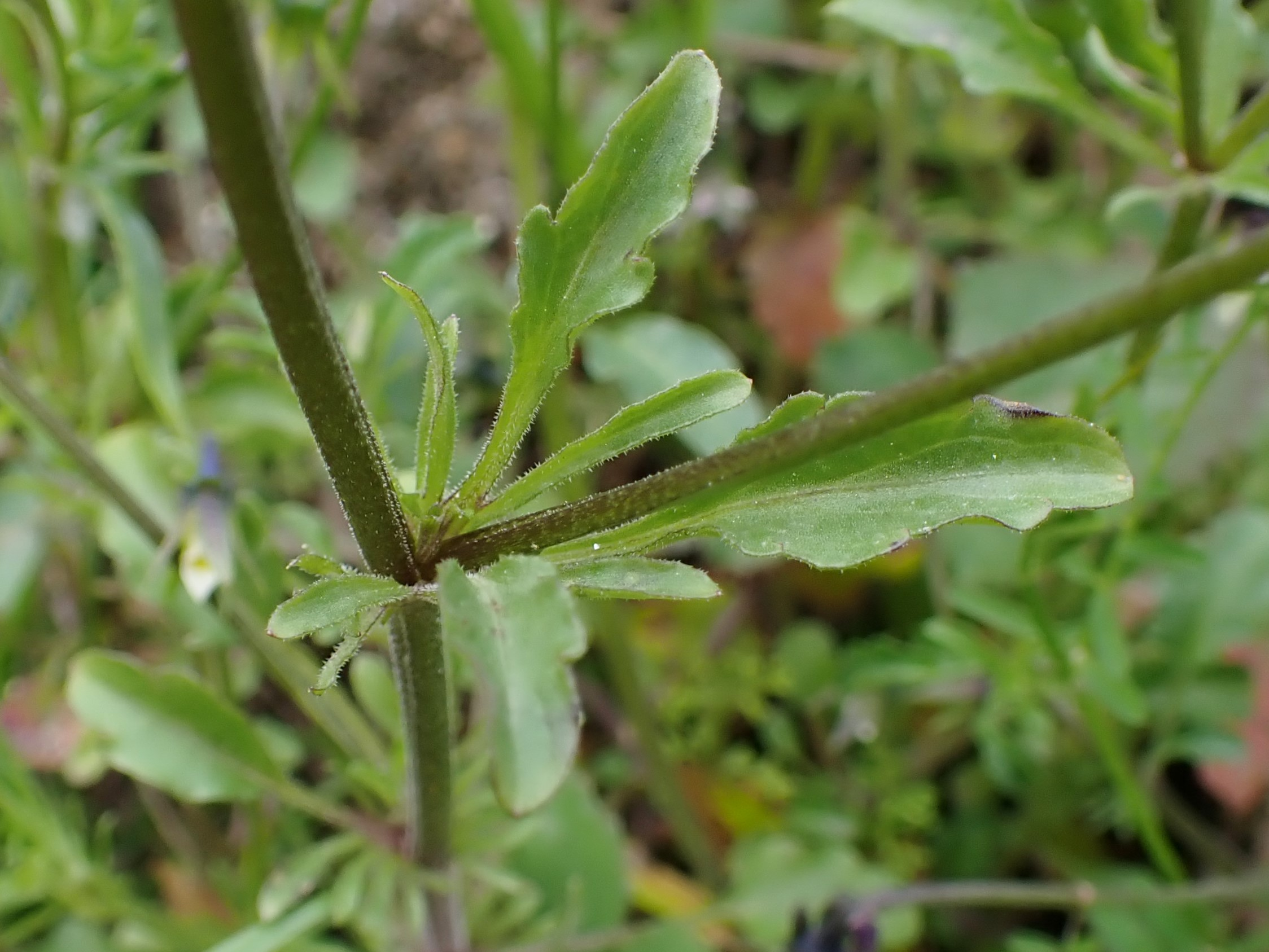
Liść

ŁodygaGęsto omszona, pokładająca się lub wzniesiona o wysokości 2-20 cm. Jest pojedyncza, lub rozgałęziająca się u samej nasady.
LiścieMałe, łopatkowate, tępe. Łatka szczytowa przylistków bardzo podobna do blaszki liściowej, i prawie tak samo duża, łatki boczne są wąskie, krótkie i głęboko wcięte.
KwiatyKwiaty długości 4-8, rzadko 10 mm. Płatki kremowobiałe do żółtych, krótsze od działek kielicha.
Gatunki podobnePozostałe dwa krajowe, występujące na niżu gatunki fiołków o bocznych płatkach częściowo nachodzących na płatki górne oraz żółtych elementach korony – fiołek trójbarwny oraz fiołek polny. Odróżniają się one słabo owłosioną łodygą, większymi kwiatami i liśćmi, mniejszymi przylistkami oraz przeważnie przynajmniej częściowo niebieskim zabarwieniem płatków korony.

## Biologia i ekologia
Bylina. Kwitnie od marca do maja. Zasiedla piaski i suche pola.